# Sisymbrium pandurifolium
Sisymbrium pandurifolium är en korsblommig växtart som först beskrevs av Carl Ernst Otto Kuntze, och fick sitt nu gällande namn av Carl Ernst Otto Kuntze och Otto Eugen Schulz. Sisymbrium pandurifolium ingår i släktet gatsenaper, och familjen korsblommiga växter. Inga underarter finns listade i Catalogue of Life.